# Suchtelenia
- Commons
- Wikispecies

Suchtelenia é um gênero de plantas pertencente à família Boraginaceae. Contém apenas uma única espécie, Suchtelenia calycina (C.A.Mey.) DC.